# الكسندر فرازير
الكسندر فرازير (بالإنجليزية: Alexander Fraser)‏ هو لاعب كرة قدم أسترالية وسياسي أسترالي، ولد في 20 أغسطس 1892 في أستراليا، وتوفي في 9 يوليو 1965 في أستراليا. حزبياً، نشط في الحزب الوطني الأسترالي.

## مناصب
- انتخب عضو الجمعية التشريعية فيكتوريا عن دائرة Electoral district of Caulfield [الإنجليزية]‏ (31 مايو 1958 – 9 يوليو 1965).
- انتخب عضو الجمعية التشريعية فيكتوريا عن دائرة Electoral district of Caulfield East [الإنجليزية]‏ (28 مايو 1955 – 30 مايو 1958).
- انتخب عضو الجمعية التشريعية فيكتوريا عن دائرة Electoral district of Grant [الإنجليزية]‏ (13 مايو 1950 – 5 ديسمبر 1952).
- انتخب عضو مجلس الشيوخ الأسترالي [الإنجليزية]‏ عن دائرة فيكتوريا (15 مايو 1946 – 27 سبتمبر 1946).

## روابط خارجية
- الكسندر فرازير على موقع AustralianFootball.com (الإنجليزية)
- الكسندر فرازير على موقع AFLtables.com (الإنجليزية)